# 1. Lig 1968-69
La 1. Lig 1968-69 fue la 11.ª temporada del fútbol profesional en Turquía.

## Tabla de posiciones
|     | Equipo              | PJ | PG | PE | PP | GF | GC | DG  | Pts | Notas                               |
| --- | ------------------- | -- | -- | -- | -- | -- | -- | --- | --- | ----------------------------------- |
| 1.  | Galatasaray         | 30 | 19 | 8  | 3  | 49 | 14 | +35 | 46  | Copa de Campeones de Europa 1969-70 |
| 2.  | Eskişehirspor       | 30 | 17 | 9  | 4  | 39 | 18 | +21 | 43  | Copa de los Balcanes 1970           |
| 3.  | Beşiktaş            | 30 | 14 | 10 | 6  | 30 | 20 | +10 | 38  |                                     |
| 4.  | Fenerbahçe          | 30 | 13 | 9  | 8  | 34 | 25 | +9  | 35  |                                     |
| 5.  | Bursaspor           | 30 | 12 | 8  | 10 | 32 | 28 | +4  | 32  |                                     |
| 6.  | Mersin              | 30 | 11 | 9  | 10 | 35 | 29 | +6  | 31  |                                     |
| 7.  | Göztepe AŞ          | 30 | 9  | 12 | 9  | 30 | 26 | +4  | 30  | Recopa de Europa 1969-70            |
| 8.  | İstanbulspor        | 30 | 9  | 11 | 10 | 27 | 30 | -3  | 29  |                                     |
| 9.  | Türk Telekomspor    | 30 | 9  | 10 | 11 | 28 | 37 | -9  | 28  |                                     |
| 10. | Gençlerbirliği      | 30 | 8  | 11 | 11 | 28 | 26 | +2  | 27  |                                     |
| 11. | Altay               | 30 | 7  | 12 | 11 | 20 | 23 | -3  | 26  | Copa de Ferias 1969-70              |
| 12. | Ankara Demirspor    | 30 | 8  | 10 | 12 | 29 | 35 | -6  | 26  |                                     |
| 13. | Vefa                | 30 | 8  | 8  | 14 | 27 | 37 | -10 | 24  |                                     |
| 14. | Altınordu AŞ        | 30 | 6  | 12 | 12 | 20 | 40 | -20 | 24  |                                     |
| 15. | Beypazarı Şekerspor | 30 | 6  | 9  | 15 | 24 | 44 | -20 | 21  | Descendido a la 2. Lig              |
| 16. | İzmirspor           | 30 | 4  | 12 | 14 | 19 | 39 | -20 | 20  | Descendido a la 2. Lig              |

|                                    |
| Campeón Galatasaray SK 3.er título |